# Ted Manakas
Theodore Manakas, detto Ted (Fort Lee, 22 febbraio 1951), è un ex cestista statunitense, professionista nella NBA e in Francia.

## Carriera
Venne selezionato dagli Atlanta Hawks al quarto giro del Draft NBA 1973 (36ª scelta assoluta).